# Theaterplatz (Drážďany)
Theaterplatz (česky Divadelní náměstí) je náměstí v Drážďanech.
Jedná se o drážďanské náměstí před budovou opery Semperoper, před bývalým dvorním divadle, po němž nese svůj název. Leží na Sophienstraße mezi Poštovním náměstím (Postplatz) a Augustusbrücke. Z Divadelního náměstí se naskýtá při dobrém počasí pohled až k drážďanským hájům (Dresdner Heide).
Jelikož Divadelní náměstí neleží přímo v historickém centru, nýbrž na jeho kraji, nestojí na něm měšťanské domy. Na severu náměstí od řeky Labe starý hostinec Italienisches Dörfchen. Na jihovýchodě stojí Hofkirche s drážďanským zámkem. Na západě se nachází vstup do Galerie starých mistrů, který spadá pod areál Zwingeru. Od 1. poloviny 19. století vévodí severozápadnímu nároží budova Semperoper, jež byla nejprve postavena ve stylu novorenesance a roku 1985 přestavěna v duchu neoklasicismu. Do roku 1945 stál na severu cukrovar a teplárna z roku 1895. Avšak budovy byly silně poškozeny a následně strženy. Uprostřed náměstí stojí bronzová jezdecká socha Jana I. Saského od Johannese Schillinga.
Při zasedání tzv. Gesamtrat (národněsocialistické rady) bylo rozhodnuto o přejmenování Divadelního náměstí na náměstí Adolfa Hitlera.
Po Sophienstraße vede přes náměstí tramvajová trať z Poštovního náměstí a dále na Augustusbrücke. Je zde také situována tramvajová zastávka Theaterplatz.

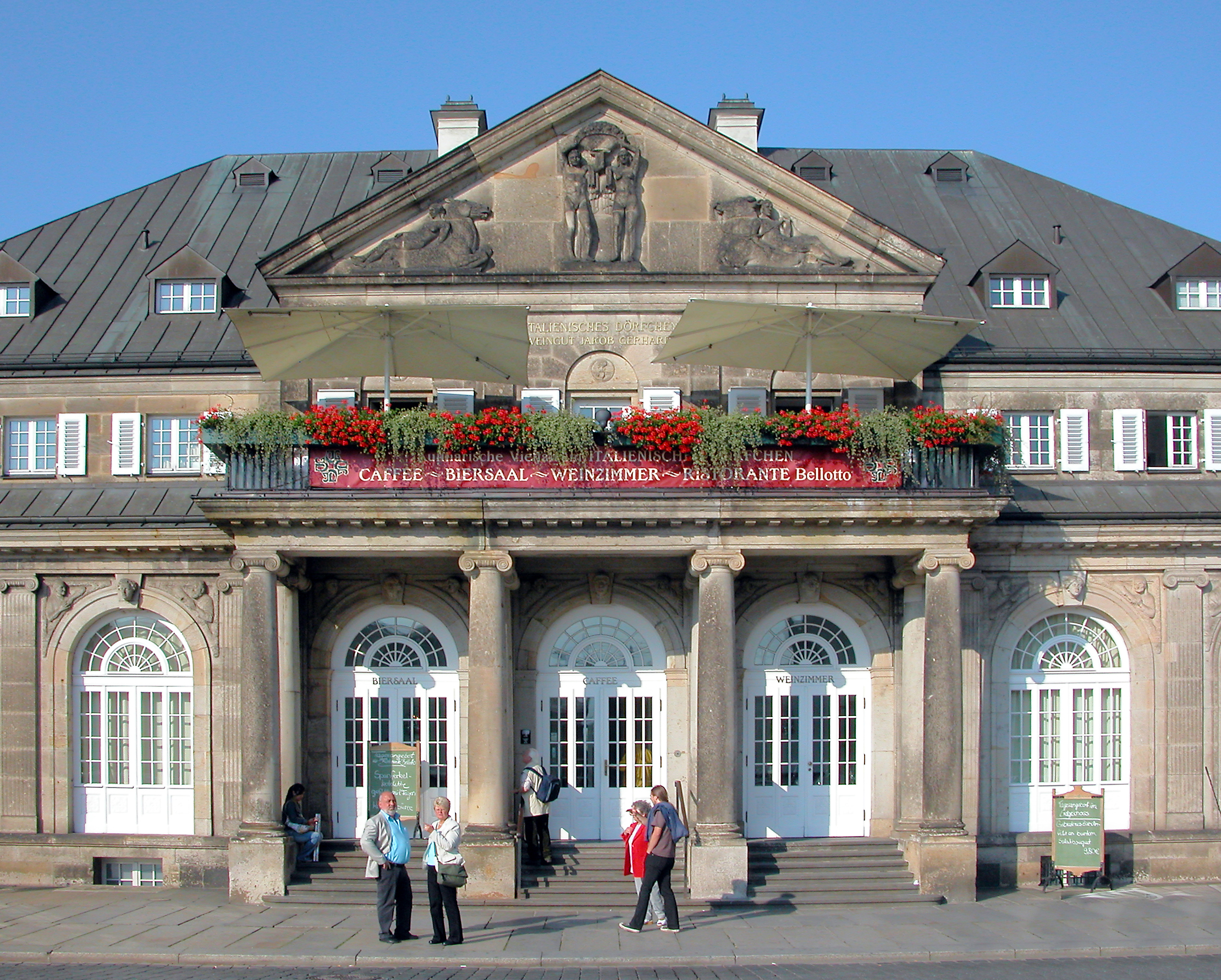
Hostinec Italienisches Dörfchen
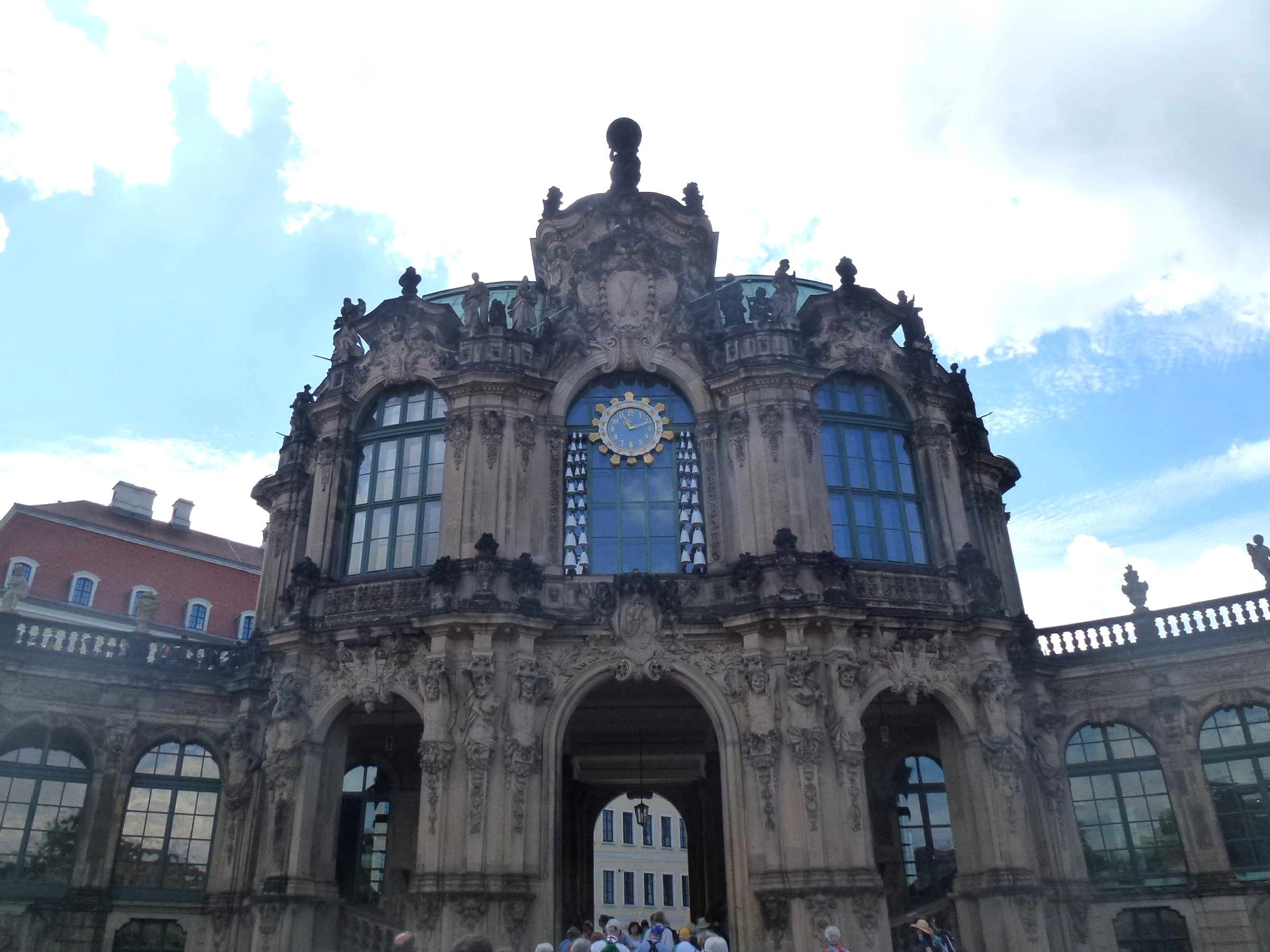
Zwinger
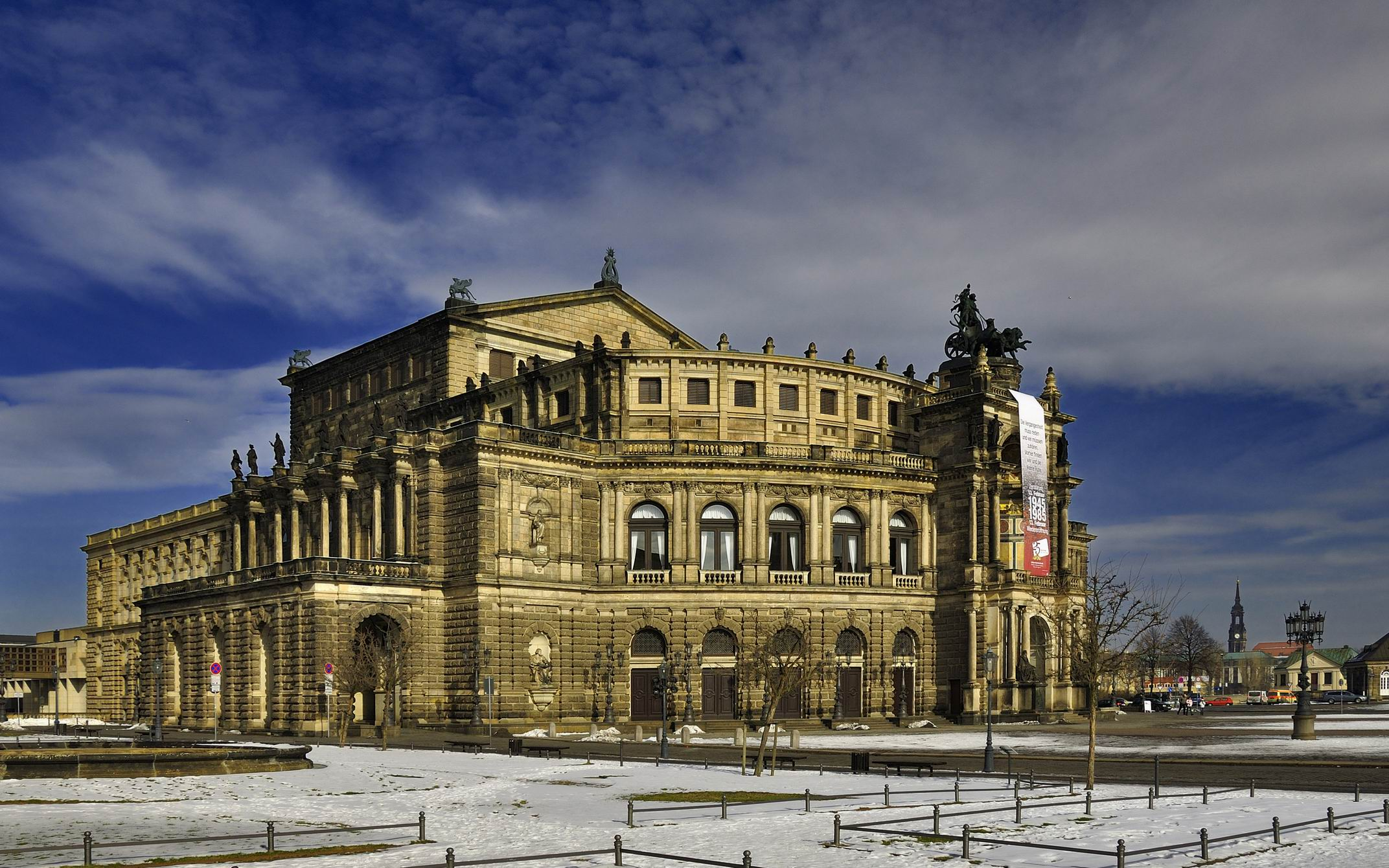
Semperoper
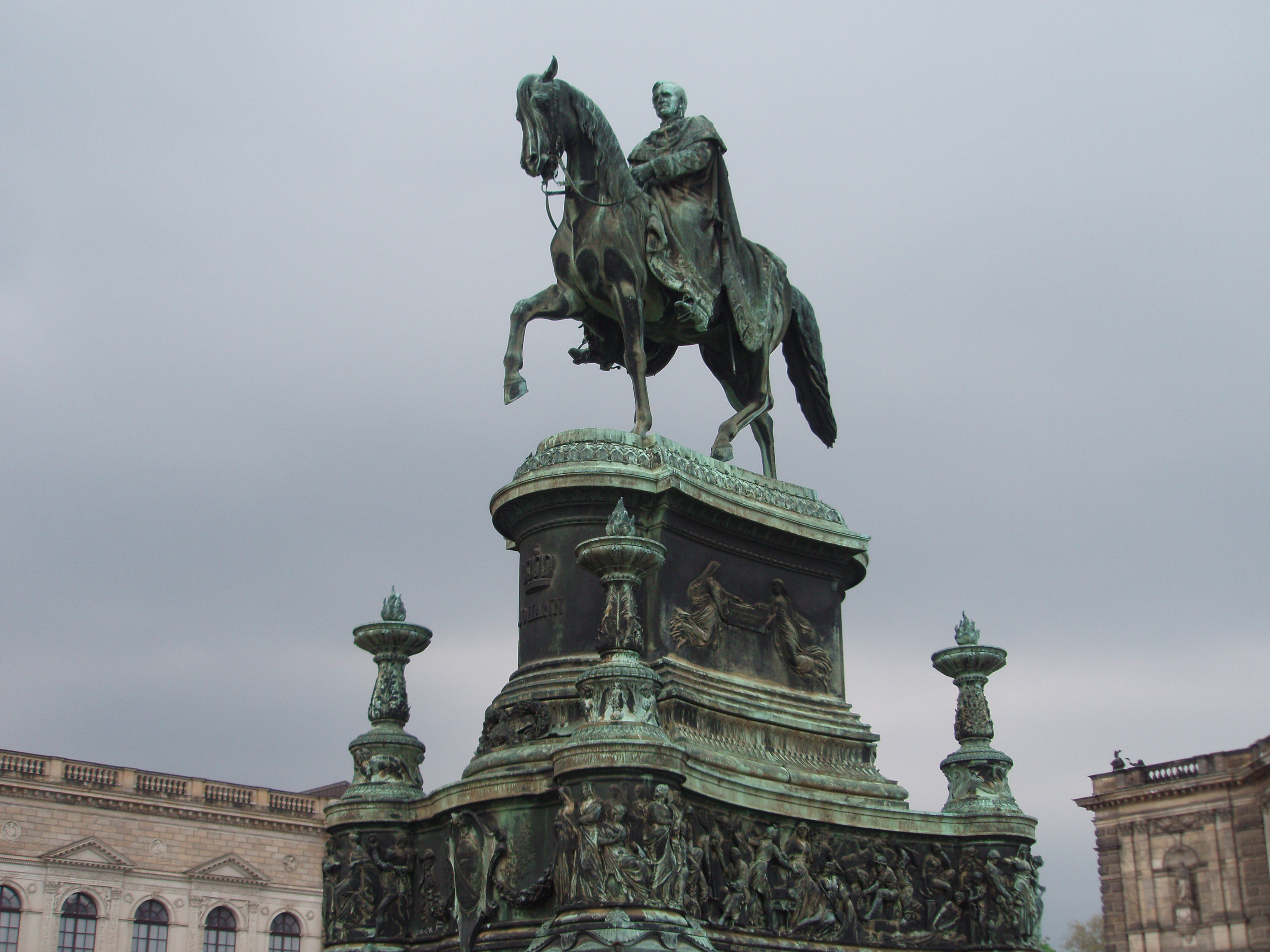
Jezdecká socha Jana I. Saského
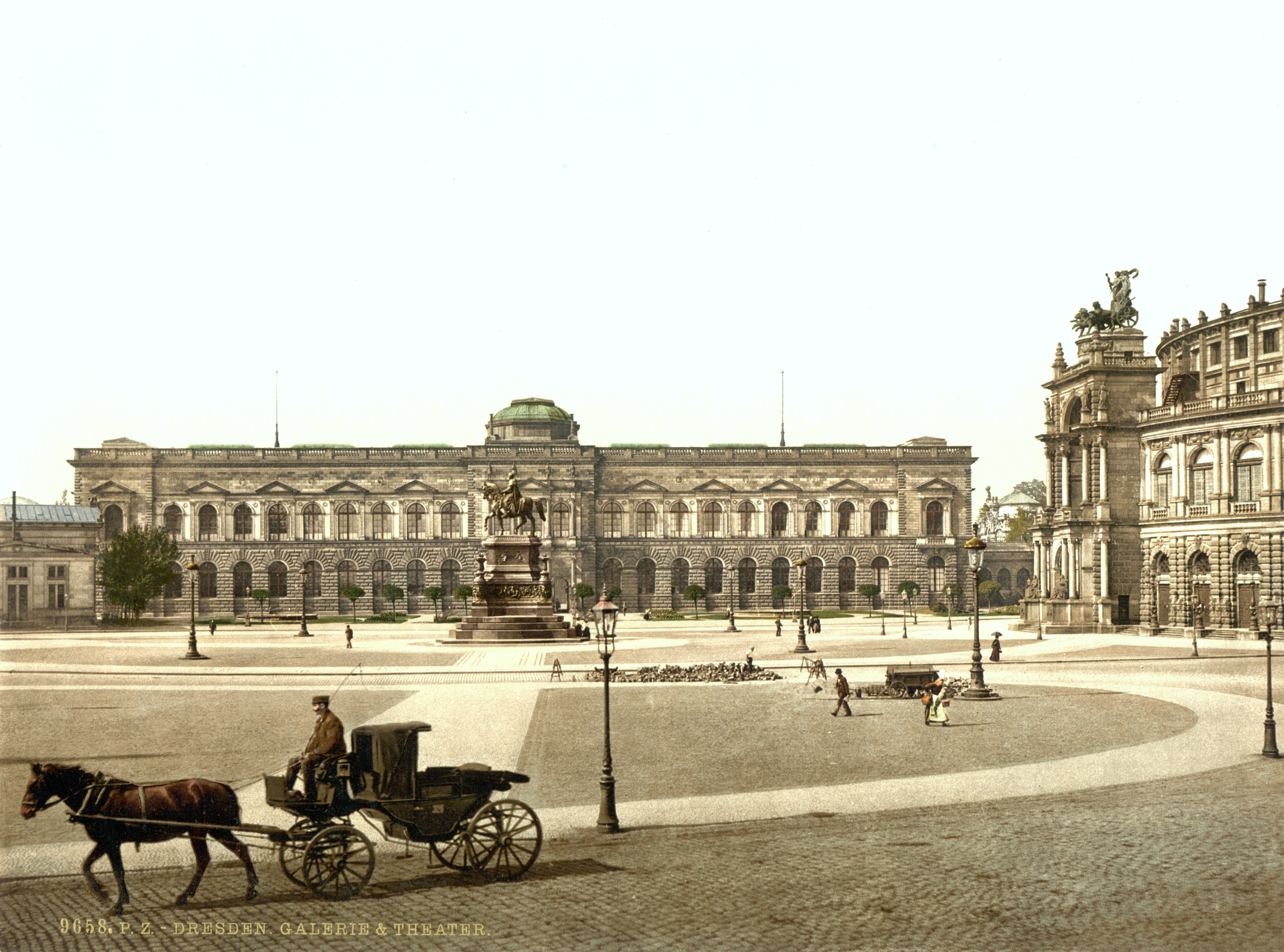
Pohled na náměstí z roku 1900
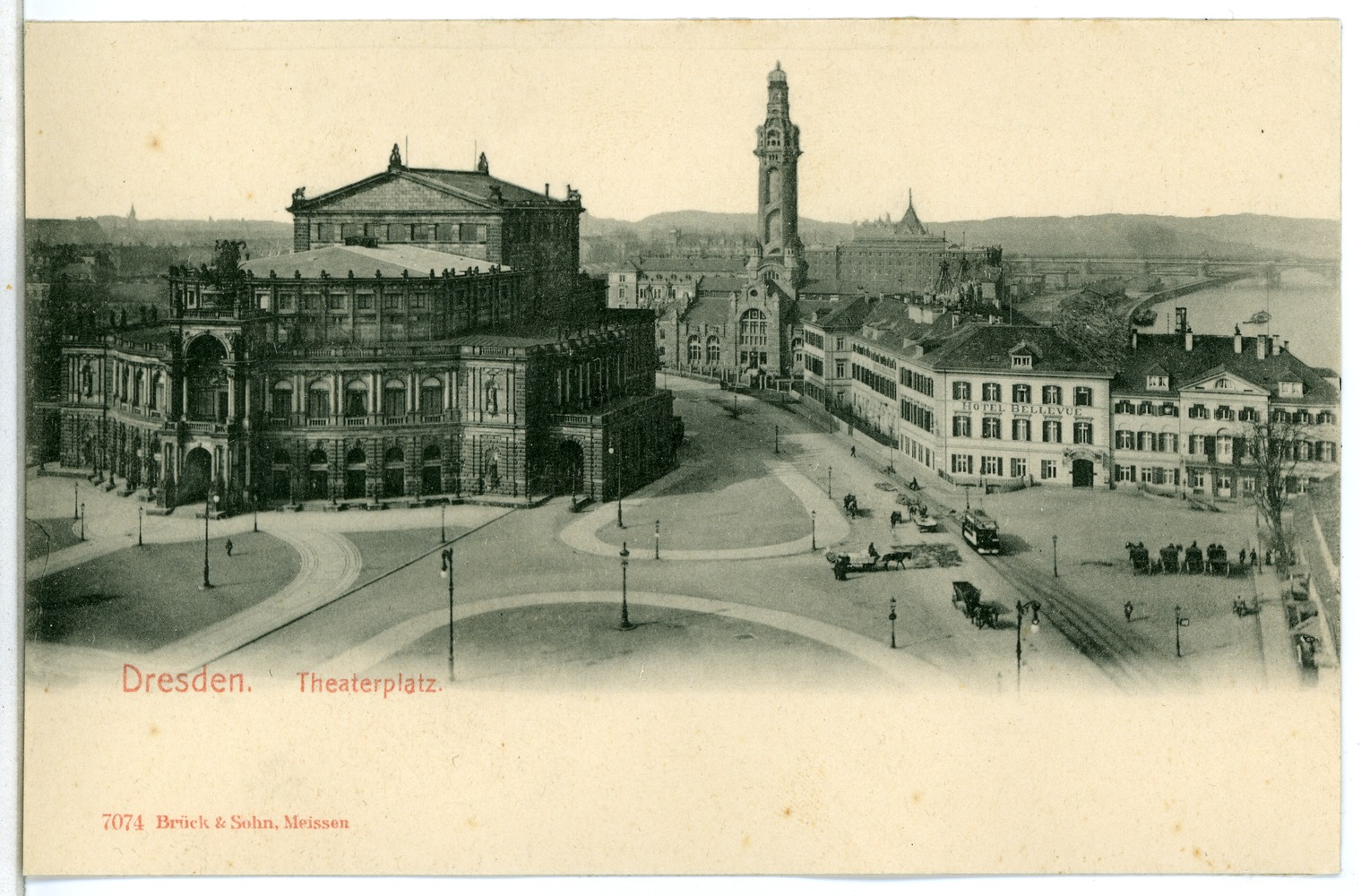
Pohlednice z roku 1906; v popředí budova Semperoper, v pozadí bývalá teplárna